# Pandemia di COVID-19 in Birmania
Il primo caso della pandemia di COVID-19 in Birmania è stato confermato il 23 marzo 2020. Sebbene il governo abbia implementato rapidamente misure di contenimento e di salute pubblica, il Paese ha registrato uno dei più gravi focolai di COVID-19 nel sud-est asiatico entro la fine del 2020. L'ONU ha espresso preoccupazione per la vulnerabilità del Myanmar alla pandemia a causa della sua debole infrastruttura sanitaria a seguito degli scarsi investimenti del governo militare, nonché per il conflitto interno in corso.
La pandemia ha notevolmente sconvolto l'economia del Paese e il PIL del Myanmar è diminuito del 5% nel 2020. Il colpo di Stato del 2021 e le successive proteste e i movimenti di disobbedienza civile, alcuni dei quali guidati da operatori sanitari, hanno causato gravi disagi alla risposta sanitaria pubblica del Paese e ne hanno aggravato la recessione. Si pensa che il sistema di test COVID-19 del Paese e la distribuzione delle vaccinazioni siano crollati nel febbraio 2021.
Il 5 maggio 2023, l'Organizzazione mondiale della sanità dichiara ufficialmente la fine della pandemia.

## Antefatti
Il 12 gennaio 2020, l'Organizzazione mondiale della sanità (OMS) ha confermato che un nuovo coronavirus era la causa di una malattia respiratoria in un gruppo di persone nella città di Wuhan, nella provincia cinese di Hubei, dato che è stato riferito all'OMS il 31 dicembre 2019.
Il tasso di mortalità per COVID-19 è stato molto più basso della SARS del 2003, ma la trasmissione è stata significativamente maggiore, portando ad un bilancio totale delle vittime più alto.